# Эво-ле-Бен (кантон)
Эво-ле-Бен (фр. Évaux-les-Bains) — кантон во Франции, находится в регионе Лимузен. Департамент кантона — Крёз. Входит в состав округа Обюссон. Население кантона на 2006 год составляло 3178 человек.
Код INSEE кантона 2315. Всего в кантон Эво-ле-Бен входят 8 коммун, из них главной коммуной является Эво-ле-Бен.

## Коммуны кантона
- Арфёй-Шатен — население 176 чел.
- Шамбоншар — население 79 чел.
- Эво-ле-Бен — население 1564 чел.
- Фонтаньер — население 257 чел.
- Ретер — население 307 чел.
- Сен-Жюльен-ла-Женет — население 234 чел.
- Сен-Приест — население 177 чел.
- Санна — население 384 чел.